# Emilia Ahnfelt-Laurin
Emilia Ahnfelt-Laurin, född 30 december 1832 i skånska Bosarp, död 30 december 1894 i Lund, var en svensk sångförfattare och översättare i Källs-Nöbbelöv i Skåne.
Hon var brorsdotter till Oscar Ahnfelt och mor till Paul Laurin och kompositören Sigfrid Laurin. 
Hon finns representerad i 1986 års svenska psalmbok med översättning av två psalmtexter (nr 304 och 427).  Ahnfelt-Laurin översatte många Grundtvig-psalmer till svenska och även många av Ahnfelts sånger till norska.
Sina översättningar gjorde hon under pseudonym och signerade med endast sitt förnamn Emilia.

## Psalmer
- Jesus du min sol ord av Emilia Ahnfelt-Laurin. Tonsatt av Sigfrid Laurin och utgivet i hans sånghäfte Via dolorosa. Tjugofem tondikter för röst och piano
- Lär mig, du skog, att vissna glad (1986 nr 304) översättning 1879 från Adam Oehlenschläger
- Ringen, I klockor (1986 nr 427) översättning 1879 från Nikolaj Frederik Severin Grundtvig
- Stilla, stilla, låt din stridssång tystna original